# Coopernookia strophiolata
Coopernookia strophiolata är en tvåhjärtbladig växtart som först beskrevs av Ferdinand von Mueller, och fick sitt nu gällande namn av Carolin. Coopernookia strophiolata ingår i släktet Coopernookia, och familjen Goodeniaceae. Inga underarter finns listade i Catalogue of Life.